# Ришкове (Курський район)
Ришкове (рос. Рышково) — село в Курському районі Курської області Російської Федерації.
Населення становить 1216 осіб. Входить до складу муніципального утворення Ришковська сільрада.

## Історія
Населений пункт розташований на території українського етнічного та культурного краю Східна Слобожанщина.
Від 2004 року входить до складу муніципального утворення Ришковська сільрада.

## Населення
| 2002 | 2010  |
| ---- | ----- |
| 1463 | ↘1216 |